# 진정 (당나라)
진정(陳政, 616년 ~ 677년)은 당나라의 군인이다. 자는 일민(一民)이나 당 태종의 휘를 피휘하여 일서(一庶)라고도 하며 호는 소헌(素軒), 광주(光州) 고시(固始) 출신으로 당나라 초기 장주(漳州)의 장수였다.

## 생애
일찍이 당태종의 부장으로써 좌랑장(左郎將)을 지냈다.
당 고종 연간, 광둥과 푸젠에 혼란이 일어나자 699년 진정은 조의대부, 영남행군총관의 지위로 당시 13살인 아들 진원광을 비롯한 123명의 군관, 5,600명의 부병(府兵)으로 구성된 군대를 이끌고 난을 평정하였다.
677년 진정이 사망하자 그의 지위는 아들 진원광이 계승하였다. 이후 아들 진원광이 광동 등의 난을 평정하자 민남 일대가 안정되는 등 명장으로써 활약하여 민간에서 관장성왕(開漳聖王)으로 불리자 그의 아버지인 진정도 노태왕(老太王), 성왕조(聖王祖)로 높여졌다.